# 大藏線
大藏线（日语：／ Ōkura sen */?）是过去连接福岡縣小倉市（现时的北九州市小倉北区）的小倉站和遠賀郡黑崎町（现时的北九州市八幡西区）的黑崎站，隶属于铁道院的铁路线。

## 历史
大藏线原本作为九州鐵道本线（现时的鹿儿岛本线）的一部分开业。在决定线路走向时，为防止陆军的舰炮射击对海岸旁的铁路线造成破坏，因此线路并未沿海岸线建设，而是采用了同当时的干线道路长崎街道几乎并行的内陆走向。
然而沿海岸建设的线路（户畑线）最终仍然被建设。1908年，在铁道国有法实施后，户畑线得以复线化并编入本线（当时被称为“人吉线”）。而经由大藏的区间则被从本线分离，独立为“大藏线”。
在分离之后，为了减少费用，大藏线采取了引入内燃机车等措施。1911年，随着同大藏线并行九州电气轨道（后来的西铁北九州線）开通，大藏线亦随之废除。

### 年表
- 1891年（明治24年）4月1日 : 作为九州铁道门司站（现时的门司港站） - 黑崎站的一部分开通。
- 1898年（明治31年）9月5日 : 新设大藏站。
- 1907年（明治40年）7月1日 : 伴随九州铁道国有化，被编入国铁八代線（后来的人吉線）。
- 1908年（明治41年）7月1日 : 伴随小仓 - 户畑 - 黑崎被编入人吉线，小仓 - 大藏 - 黑崎分离为大蔵線。
- 1909年（明治42年）10月12日 : 伴随国有铁道线路名称制定，被指定为大藏线[1]。
- 1911年（明治44年）10月1日 : 全线废除[2]。

## 遗迹
大藏线的两处桥梁（茶屋町桥梁、尾仓桥梁）被保存至今，并设置了说明板。此外在大藏站遗址建设的公园同样设置了说明板。